# Série mondiale 1989

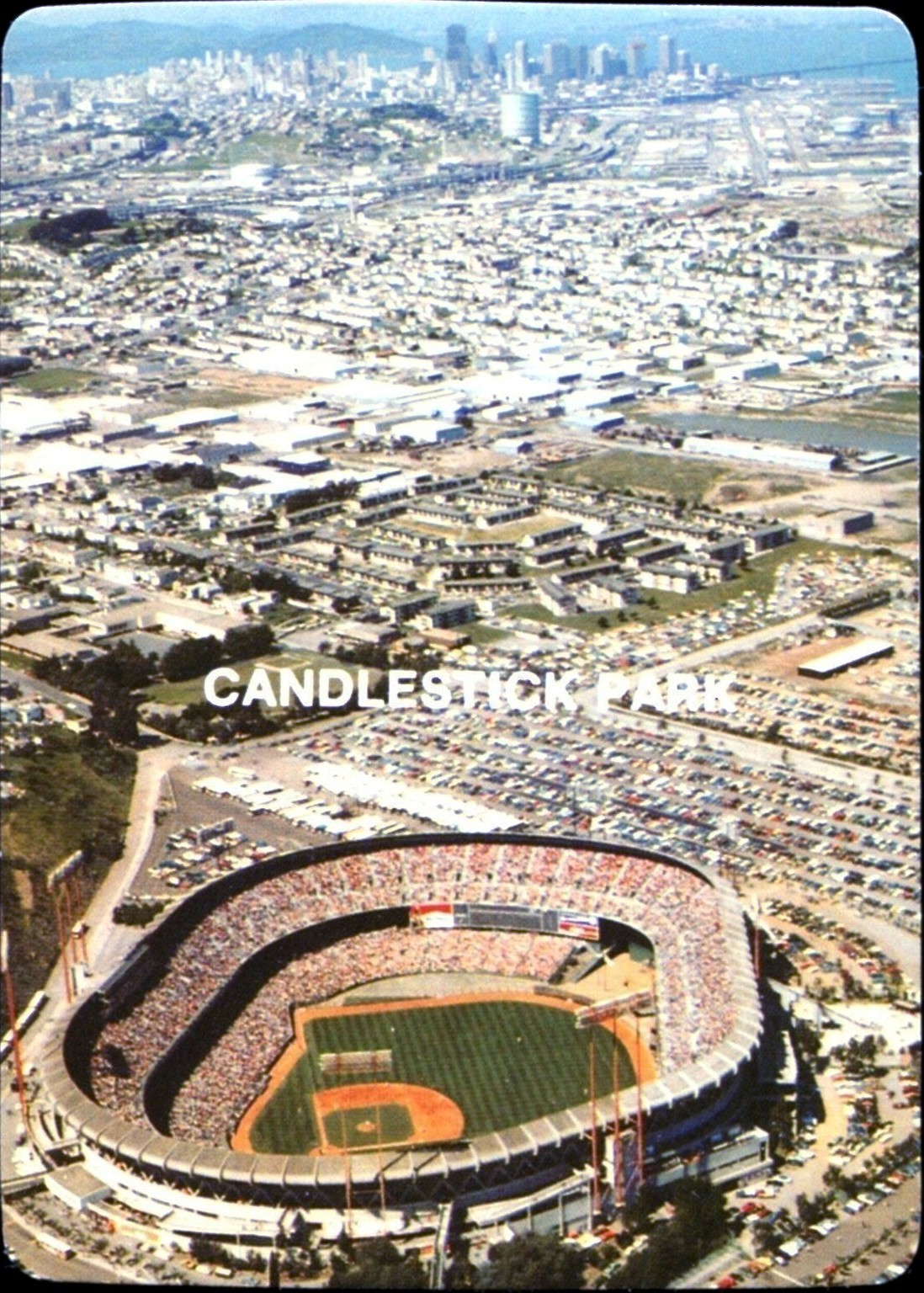
Vue aérienne du Candlestick Park de San Francisco, quatre ans avant la Série mondiale 1989.

La Série mondiale 1989 était la 86e série finale des Ligues majeures de baseball. Elle s'est déroulée du 14 au 28 octobre 1989 et s'est terminée par la victoire, quatre parties contre aucune, des champions de la Ligue américaine, les Athletics d'Oakland, sur les champions de la Ligue nationale, les Giants de San Francisco.
Baptisée Battle of the Bay (« la bataille de la baie ») ou Bay Bridge Series (« la série du Bay Bridge ») puisque les villes voisines d'Oakland et San Francisco ne sont séparées que par un pont, cette Série mondiale historique fut interrompue pendant 10 jours, une première, à la suite du tremblement de terre de Loma Prieta le 17 octobre 1989. Le séisme d'une magnitude de 6,9 sur l'échelle de Richter s'est produit à 17h04 heure locale, soit durant l'avant-match de la troisième partie, à San Francisco.
Le dernier match de la série, le 28 octobre 1989, représentait le match de baseball majeur joué le plus tardivement dans l'année, une marque qui fut éventuellement dépassée en 2001.

## Équipes en présence

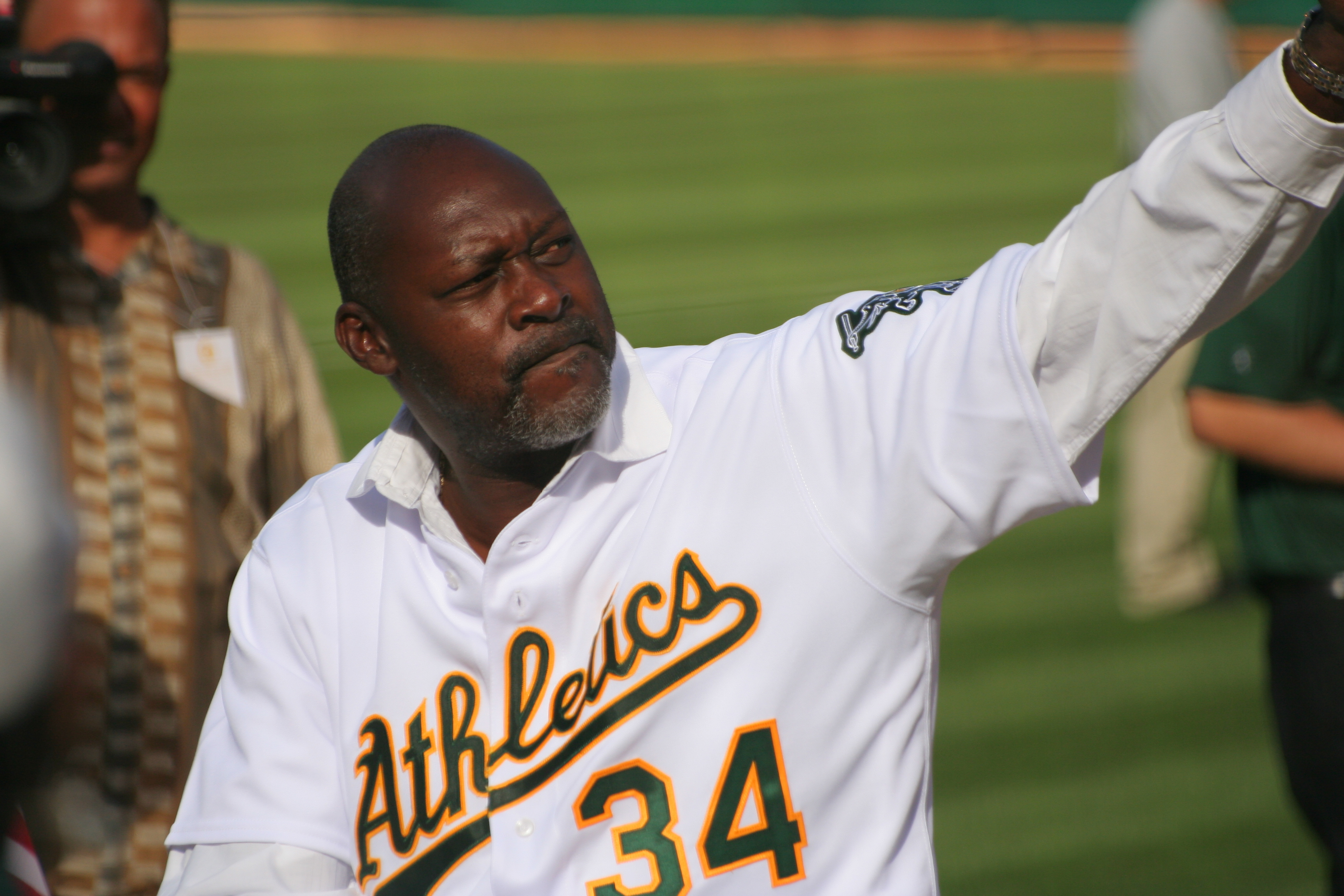
Dave Stewart, de l'équipe d'Oakland, est le joueur par excellence de la Série mondiale 1989.

Les champions en titre de la Ligue américaine, les Athletics d'Oakland, conservèrent le meilleur dossier de toutes les majeures en 1989, et remportèrent la course au championnat de la division Ouest avec 99 victoires et 63 défaites et une confortable avance de sept parties sur les Royals de Kansas City. Les Blue Jays de Toronto (89-73), qui amorcèrent le mois de septembre en deuxième place, devancèrent les Orioles de Baltimore au sommet de la division Est le 1er septembre et terminèrent deux matchs devant eux.
En Série de championnat, les Athletics l'emportèrent quatre parties à une sur les Blue Jays pour accéder aux séries mondiales pour une deuxième année d'affilée et une 14e fois dans l'histoire de la franchise. Le dernier des huit triomphes des A's en finale remontait à 1974.
Dans la Ligue nationale, les Giants de San Francisco enlevèrent le championnat dans la division Ouest avec un rendement de 92-70, trois matchs devant les Padres de San Diego, et les Cubs de Chicago (93-69) terminèrent premiers dans l'Est avec six parties de priorité sur les Mets de New York.
Les Giants l'emportèrent quatre victoires à une sur les Cubs en Série de championnat. Les Giants passaient en finale pour la 19e fois de l'histoire de la franchise, mais la seconde fois seulement depuis le transfert de l'équipe de New York vers San Francisco en 1958. Les Giants, qui comptaient cinq victoires en Série mondiale, la dernière en 1954, revenaient prendre part à la classique d'automne pour la première fois depuis l'année 1962.

## Déroulement de la Série

### Calendrier des rencontres
| Match | Date       | Visiteur                | Hôte                    | Score  |
| ----- | ---------- | ----------------------- | ----------------------- | ------ |
| 1     | 14 octobre | Giants de San Francisco | Athletics d'Oakland     | 0 - 5  |
| 2     | 15 octobre | Giants de San Francisco | Athletics d'Oakland     | 1 - 5  |
| 3     | 27 octobre | Athletics d'Oakland     | Giants de San Francisco | 13 - 7 |
| 4     | 28 octobre | Athletics d'Oakland     | Giants de San Francisco | 9 - 6  |

### Match 1
Samedi 14 octobre 1989 au Oakland-Alameda County Coliseum, Oakland, Californie.
| Giants de San Francisco | 0 | 0 | 0 | 0 | 0 | 0 | 0 | 0 | 0 | 0 | 5  | 1 |
| Athletics d'Oakland | 0 | 3 | 1 | 1 | 0 | 0 | 0 | 0 | X | 5 | 11 | 1 |
| Lanceurs partants : SF : Scott Garrelts OAK : Dave Stewart Vic. : Dave Stewart (1-0) Déf. : Scott Garrelts (0-1) HRs: OAK : Dave Parker (1), Walt Weiss (1) |   |   |   |   |   |   |   |   |   |   |    |   |

Les A's enlevèrent le premier match 5 à 0 grâce à une partie complète et un jeu blanc de leur lanceur partant Dave Stewart, qui n'alloua que cinq coups sûrs et retira six frappeurs adverses sur des prises en neuf manches.
Dave Parker et Walt Weiss frappèrent des coups de circuit pour Oakland et Mark McGwire frappa trois coups sûrs en quatre présences au bâton.

### Match 2
Dimanche 15 octobre 1989 au Oakland-Alameda County Coliseum, Oakland, Californie.
| Giants de San Francisco | 0 | 0 | 1 | 0 | 0 | 0 | 0 | 0 | 0 | 1 | 4 | 0 |
| Athletics d'Oakland | 1 | 0 | 0 | 4 | 0 | 0 | 0 | 0 | X | 5 | 7 | 0 |
| Lanceurs partants : SF : Rick Reuschel OAK : Mike Moore Vic. : Mike Moore (1-0) Déf. : Rick Reuschel (0-1) HRs: OAK : Terry Steinbach (1) |   |   |   |   |   |   |   |   |   |   |   |   |

Mike Moore fut solide en sept manches, accordant quatre coups sûrs seulement et un point mérité en sept manches au monticule pour Oakland. Il retira de plus sept frappeurs des Giants au bâton. Les Athletics l'emportèrent 5 à 1. Terry Steinbach claqua un circuit de trois points en 4e manche pour les vainqueurs.

### Tremblement de terre

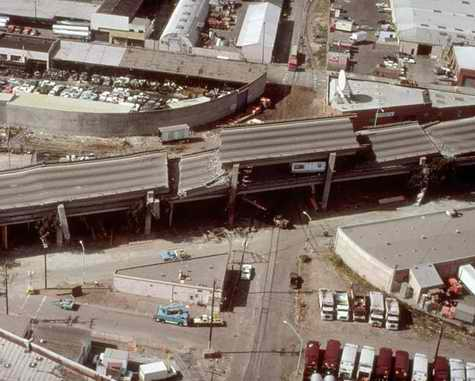
Autoroute endommagée par le séisme de 1989.

Le troisième match de la Série mondiale devait avoir lieu le 17 octobre 1989 à San Francisco. Pendant les préparatifs d'avant-match, un tremblement de terre d'une magnitude de 6,9 secoua la région à 17h04, heure locale. Le séisme fit 63 morts et 3757 blessés.
Les chaînes de télévision nord-américaines avaient commencé à diffuser des émissions en direct de San Francisco lorsque le séisme s'est produit, faisant de cette catastrophe le premier séisme à être vu en direct à la télévision. Le Candlestick Park fut évacué lorsqu'il fut annoncé que le match n'aurait pas lieu, bien que tous ignoraient à ce moment la gravité de la situation à l'extérieur du stade, lui-même privé d'électricité après la secousse. Personne n'a été blessé à l'intérieur du stade, et l'édifice lui-même n'a subi que des dommages très mineurs lors de la secousse. Plusieurs membres des A's et des Giants quittèrent le stade en uniforme, accompagnés de leur famille et de leurs amis. Le match prévu de Série mondiale a probablement contribué à limiter à 63 le nombre de victimes de la catastrophe, de nombreux citoyens ayant quitté le travail plus tôt pour regarder le match à la télévision, réduisant ainsi le trafic automobile à l'heure de pointe.
Le maire de San Francisco, Art Agnos, demanda au baseball majeur d'attendre au moins un mois avant de reprendre la série. Cette demande fut rejetée par le commissaire du baseball, Fay Vincent, qui menaça de déplacer les matchs devant être présenté à San Francisco dans une autre ville. La série mondiale reprit finalement 10 jours plus tard, le 27 octobre, après que des experts eurent assurés que le stade n'avait pas été endommagé et ne représentait aucun danger pour les spectateurs. Des vérifications du genre furent également effectuées au Colisée d'Oakland, aussi situé dans la région, pour assurer la sécurité des fans, des joueurs et des journalistes.
La Série mondiale 1989 fut marquée par ce qui demeure encore à ce jour la plus longue interruption lors d'une série finale du baseball majeur.

### Match 3
Originellement prévu pour le mardi 17 octobre 1989.
Joué le vendredi 27 octobre 1989 au Candlestick Park, San Francisco, Californie.
| Athletics d'Oakland | 2 | 0 | 0 | 2 | 4 | 1 | 0 | 4 | 0 | 13 | 14 | 0 |
| Giants de San Francisco | 0 | 1 | 0 | 2 | 0 | 0 | 0 | 0 | 4 | 7  | 10 | 3 |
| Lanceurs partants : OAK : Dave Stewart SF : Scott Garrelts Vic. : Dave Stewart (2-0) Déf. : Scott Garrelts (0-2) HRs : OAK : Dave Henderson (1, 2), Tony Phillips (1), José Canseco (1), Carney Lansford (1) SF : Matt Williams (1), Bill Bathe (1) |   |   |   |   |   |   |   |   |   |    |    |   |

Les lanceurs partants originellement prévus pour le match #3 étaient Bob Welch pour Oakland et Don Robinson pour San Francisco. Après l'interruption de 10 jours, les gérants des deux équipes choisirent d'envoyer au monticule leurs lanceurs numéro un, utilisés lors du premier affrontement de la série.
Bien qu'il ne fut pas aussi dominant que lors de la rencontre initiale, Dave Stewart fut solide au monticule pour les Athletics, alors que son vis-à-vis Scott Garrelts se montra chancelant. Il fut chassé du match après avoir alloué quatre points en trois manches et un tiers lancées. Les frappeurs des A's malmenèrent également les releveurs Kelly Downs et Atlee Hammaker, victimes de quatre points chacun.
Carney Lansford, José Canseco et Dave Henderson dirigèrent l'attaque des A's avec trois coups sûrs chacun. Oakland en frappa au total 14 dans un gain facile de 13 à 7. Lansford et Canseco cognèrent un circuit chacun, et Henderson claqua deux longues balles, produisant 4 points.
Les sept circuits frappés au total par les deux clubs représentent un nouveau record pour un match de Série mondiale qui n'est battu que par les 8 réussis par Houston et Dodgers de Los Angeles lors du second match de la Série mondiale 2017.

### Match 4
Samedi 28 octobre 1989 au Candlestick Park, San Francisco, Californie.
| Athletics d'Oakland | 1 | 3 | 0 | 0 | 3 | 1 | 0 | 1 | 0 | 9 | 12 | 0 |
| Giants de San Francisco | 0 | 0 | 0 | 0 | 0 | 2 | 4 | 0 | 0 | 6 | 9  | 0 |
| Lanceurs partants : OAK : Mike Moore SF : Don Robinson Vic. : Mike Moore (2-0) Déf. : Don Robinson (0-1) Sauv. : Dennis Eckersley (1) HRs : OAK : Rickey Henderson (1) SF : Kevin Mitchell (1), Greg Litton (1) |   |   |   |   |   |   |   |   |   |   |    |   |

Les A's d'Oakland remportèrent leur première Série mondiale depuis 1974 en enlevant le quatrième match à San Francisco. Cette dernière rencontre, à sens unique, vit les nouveaux champions du monde prendre une avance de 8-0, en route vers un gain de 9-6. Oakland balayait les honneurs de cette série.
Par respect pour les victimes du tremblement de terre, l'équipe championne célébra modestement son triomphe et préféra, par exemple, s'abstenir de fêter sa victoire au champagne, comme le veut la tradition.

## Joueur par excellence
Le lanceur Dave Stewart, des Athletics d'Oakland, fut élu joueur par excellence de la Série mondiale 1989. Lanceur gagnant dans les matchs #1 et #3, Stewart n'alloua que trois points en 16 manches lancées, pour une moyenne de points mérités de 1,69. Il lança un match complet et un jeu blanc, et retira un total de 14 frappeurs sur des prises.

## Niveau d'audiences
En raison des dommages causés par le séisme et de la longue interruption de 10 jours en milieu de série, l'intérêt pour cette finale diminua considérablement et cette situation se reflète sur l'échelle de Nielsen, la mesure d'audiences des programmes de télévision aux États-Unis. La Série mondiale fut regardée par 25 millions d'Américains, 10 millions de moins que la finale de 1988. Avec un rating de 16,4 ce fut la série finale la moins regardée depuis 1971 et des chiffres si bas ne furent pas observés avant 1998.